# Йон Джеолґеу
Йон Джеолґеу (рум. Ion Geolgău, нар. 20 лютого 1961, П'єлешть) — румунський футболіст, що грав на позиції півзахисника. По завершенні ігрової кар'єри — тренер.
Виступав, зокрема, за клуб «КС Університатя», а також національну збірну Румунії.
Дворазовий чемпіон Румунії. Чотириразовий володар Кубка Румунії.

## Клубна кар'єра
Народився 20 лютого 1961 року в місті П'єлешть. Вихованець футбольної школи клубу «КС Університатя». Дорослу футбольну кар'єру розпочав 1976 року в основній команді того ж клубу, в якій провів тринадцять сезонів, взявши участь у 292 матчах чемпіонату. Більшість часу, проведеного у складі крайовського «КС Університатя», був основним гравцем команди.
Згодом з 1989 по 1992 рік грав у складі команд «Арджеш», «Аріс» та «Авенір Лембеек».
Завершив ігрову кар'єру у команді «Жіул Крайова», за яку виступав протягом 1992—1993 років.

## Виступи за збірну
У 1980 році дебютував в офіційних матчах у складі національної збірної Румунії.
Загалом протягом кар'єри в національній команді, яка тривала 9 років, провів у її формі 24 матчі, забивши 3 голи.

## Кар'єра тренера
Розпочав тренерську кар'єру невдовзі по завершенні кар'єри гравця, 1994 року, очоливши тренерський штаб клубу «Жиул» (Петрошань).
Протягом тренерської кар'єри також очолював команди «ГБ Торсгавн», «Б36 Торсгавн» та «Фрам», а також входив до тренерського штабу клубу «КС Університатя».
Наразі останнім місцем тренерської роботи був клуб «Фрам», головним тренером команди якого Йон Джеолґеу був протягом 2004 року.

## Титули і досягнення

### Як гравця
- Чемпіон Румунії (2):

«Університатя» (Крайова): 1979-1980, 1980-1981
- Володар Кубка Румунії (4):

«Університатя» (Крайова): 1976-1977, 1977-1978, 1980-1981, 1982-1983